# Usada Pekora
Pekora Usada (兎田ぺこら, nascida em 12 de janeiro ) é uma YouTuber virtual japonesa. Sua agência é a Hololive Production. Os apelidos incluem Pekora.

## Descrição
Um YouTuber virtual em japonês refere-se a um YouTuber que transmite usando um avatar digital, geralmente no estilo anime. Muitas vezes, eles desempenham um papel. Durante a transmissão, as expressões faciais e os gestos da pessoa são reconhecidos ao vivo pelo computador e transferidos para o modelo 2D do avatar, que é então reproduzido de forma animada junto com a voz. No caso de Pekora, seu modelo foi projetado e ilustrado por Yuuki Hagure enquanto sua animação Live2D foi feita por rariemonn.
Ela é uma das cinco membros originais do "hololive Fantasy",  a 3ª geração de streamers da Hololive, ao lado de Uruha Rushia, Houshou Marine, Shiranui Flare e Shirogane Noel.